# 50 đồng (tiền lưu niệm)
Đồng tiền lưu niệm mệnh giá 50 đồng được Ngân hàng Nhà nước Việt Nam chính thức phát hành nhân dịp kỷ niệm 50 năm ngày thành lập Ngân hàng Nhà nước (ngày 06/5/1951). Đây là loại tiền không có giá trị thanh toán, lưu thông.

## Giới thiệu
Đồng tiền lưu niệm mệnh giá 50 đồng được in trên chất liệu polymer, là đồng tiền đầu tiên ở Việt Nam sử sử dụng chất liệu này.
Mỗi đồng tiền được phát hành kèm quyển đựng (folder) bằng giấy cứng. Bìa ngoài của quyển đựng có in hình mặt trống đồng Ngọc Lũ với ngôi sao 14 cánh ở tâm trống, và các dòng chữ "Kỷ niệm 50 năm thành lập Ngân hàng Việt Nam (1951 - 2001)" và "Đồng tiền lưu niệm polymer 50". Bìa trong quyển đựng có in thông tin mô tả về đồng tiền như: kích thước, hoa văn trên mặt trước và mặt sau, và kỹ thuật bảo vệ chính.

## Thông tin
| Mệnh giá | Kích thước     | Màu chủ đạo | | Miêu tả | Miêu tả | Miêu tả   | Phát hành |
| Mệnh giá | Kích thước     | Màu chủ đạo | Tờ tiền | Mặt trước | Mặt sau | Chất liệu | Phát hành |
| -------- | -------------- | ----------- | --- | --- | --- | --------- | --------- |
| 50 ₫     | 82 mm x 165 mm | Đỏ cánh sen | Kỹ thuật bảo an chính: in siêu nhỏ, in nổi không màu, in nổi nối màu, in nhiều màu khớp khít, cửa sổ trong suốt có hình ảnh. Có 2 cửa sổ trong suốt, nhìn từ mặt trước thì trong cửa sổ bên trái có hình ảnh trụ sở chính Ngân hàng Nhà nước ở chính giữa, bên trên hình ảnh trụ sở là dòng chữ "1951-2001", và bên dưới hình ảnh trụ sở là dòng chữ "50 năm"; trong cửa sổ bên phải có hình số 50 và khi soi lên trước nguồn sáng nhìn thấy hình chim Lạc. | Góc trên bên trái là dòng chữ "Ngân hàng Nhà nước Việt Nam". Góc trên bên phải là số 50. Chính giữa bên phải là chân dung Chủ tịch Hồ Chí Minh, và dòng chữ "Chủ tịch Hồ Chí Minh (1890-1969)", trên nền là hình lá cờ có dòng chữ "NHVN" theo dạng phù điêu nổi. Chính giữa bên trái là dòng chữ ghi mệnh giá "Năm mươi đồng", dưới đó là dòng chữ "Thống đốc Ngân hàng Nhà nước Việt Nam", tên, và chữ ký của Thống đốc đương nhiệm tại thời điểm phát hành là Lê Đức Thúy. Hình nền là trống đồng Đông Sơn cách điệu với ngôi sao ở tâm trống có 12 cánh. Góc dưới bên trái là số 50, bên cạnh đó là hình hoa sen cách điệu. Góc dưới bên phải là dãy số serie của tờ tiền. | Phía trên là dòng chữ "Ngân hàng Nhà nước Việt Nam" ở chính giữa. Chính giữa là hình ảnh trụ sở chính Ngân hàng Nhà nước Việt Nam với góc nhìn từ phía trước hơi lệch sang bên trái, hình nền là các hoa văn và chim Lạc. Góc dưới bên trái là dòng chữ "Năm mươi đồng". Góc dưới bên phải là số 50. | Polymer   | 2001      |